# 粟ヶ崎海岸駅
粟ヶ崎海岸駅（あわがさきかいがんえき）は、かつて石川県金沢市粟崎町にあった、北陸鉄道浅野川線の鉄道駅（廃駅）である。

## 歴史
粟ヶ崎海岸（現在の内灘海岸）にあった海水浴場へのアクセスとして、1929年（昭和4年）7月14日に浅野川電気鉄道が当駅まで延伸され、終着駅として設けられた。
その後、1945年（昭和20年）に粟ヶ崎遊園前（後の内灘） - 当駅間の廃止に伴い当駅が廃止となっていたが、戦後の1952年（昭和27年）に再び営業を再開した。開設時の駅（起点より8.6キロ）は砂浜にあり浜茶屋の脇にあったが、戦後再開した時には塩害や砂から守るため砂丘の上の高台へ移転している。金沢港の新設により海水浴場が閉鎖されることとなり運転を休止し、1974年（昭和49年）7月8日の内灘 - 当駅間の廃止をもって、営業を終了し廃駅となった。沿線は宅地開発により当時の面影は失われている。

### 年表
- 1929年（昭和4年）7月14日：浅野川電気鉄道の新須崎（廃止） - 当駅間延伸に伴い、終着駅として開業。
- 1945年（昭和20年）2月11日：粟ヶ崎遊園前 - 当駅間廃止に伴い廃駅となる。
- 1952年（昭和27年）：北陸鉄道浅野川線の粟ヶ崎遊園前 - 当駅間延伸に伴い再開業。
- 1974年（昭和49年）7月8日：内灘 - 当駅間廃止に伴い廃駅となる。

## 駅構造
防風林の中に2面2線の相対式ホームがあるだけで、駅舎などはなく、海水浴シーズンのみ営業する臨時駅であった。

## 駅周辺

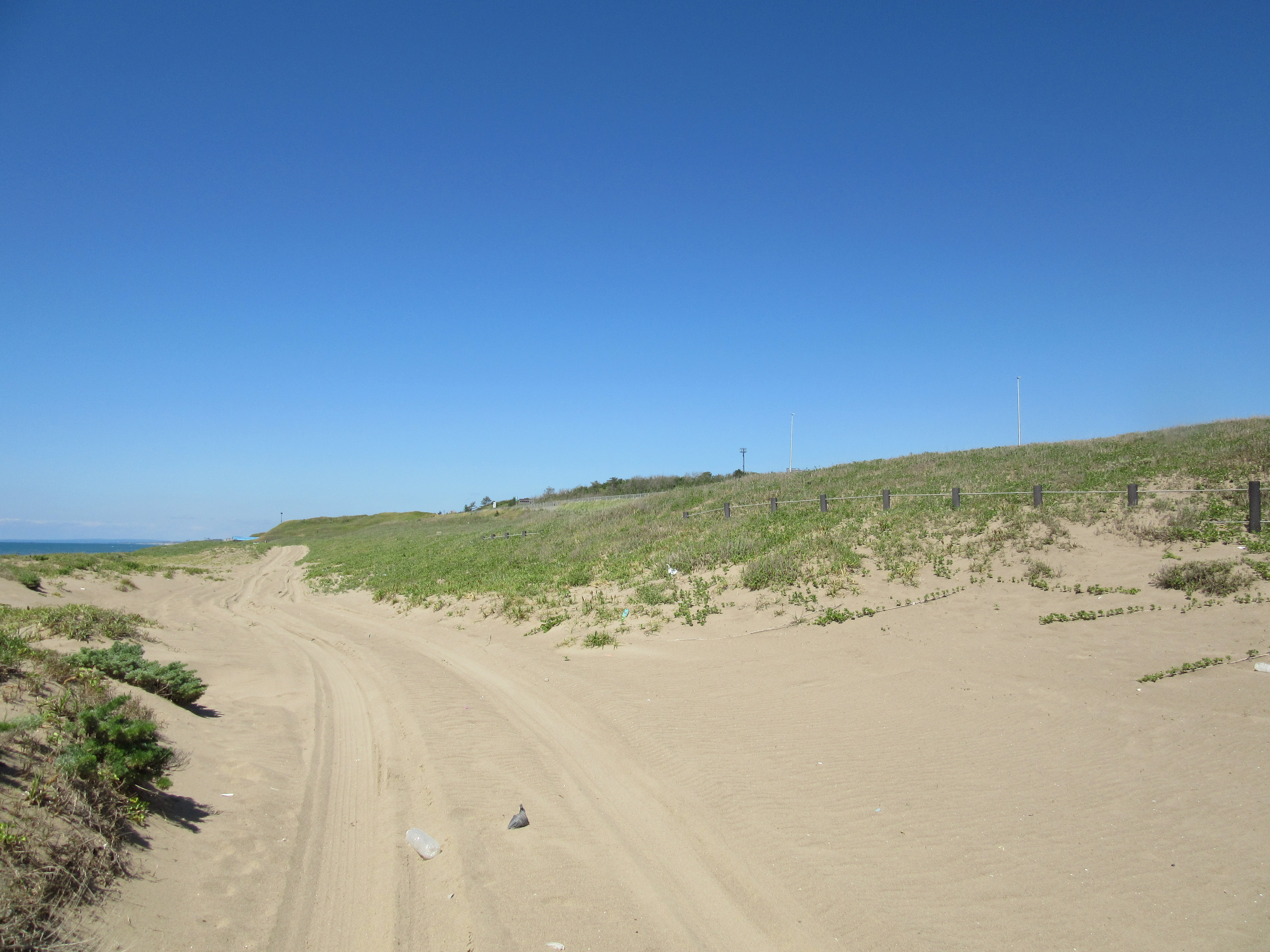
内灘砂丘（2017年6月）

海岸沿いをのと里山海道（石川県道60号線）が通る。近隣にはショッピングモールやゴルフ場がある。前述した海道から内灘駅方面へ延びる道路には「鉄板道路」という愛称が付いている。
- 内灘海岸
  - 内灘砂丘
  - 内灘米軍試射場射撃指揮所跡[5] - 朝鮮戦争で使う砲弾の試射場であった[6]。
- ゴルフ倶楽部金沢リンクス
- コンフォモール内灘
- 石川県立内灘高等学校
- のと里山海道（石川県道60号金沢田鶴浜線）
- 鉄板道路[6]

## 隣の駅
北陸鉄道
浅野川線
内灘駅 - 粟ヶ崎海岸駅